# Miltochrista parameia
Miltochrista parameia är en fjärilsart som beskrevs av Rothschild 1913. Miltochrista parameia ingår i släktet Miltochrista och familjen björnspinnare. Inga underarter finns listade i Catalogue of Life.